# 里約格朗德航空820號班機空難
里約格朗德航空820號班機空難（Varig Flight 820）是里約格朗德航空一班的來回巴黎-奥利机场至里约热内卢/加利昂-安东尼奥·卡洛斯·若比姆国际机场定期航班。
1973年7月11日，820號班機在巴黎-奥利机场5公里處墜毀，由於飛機在里約熱內盧起飛後廁所發生火警，飛機準備緊急降落在奧利機場。由於機艙內濃霧瀰漫，導致128人死亡，只有11人生還（10名機員，1名乘客）。該機機長於六年後亦於里约格朗德航空967号班机空难中罹難。